# Tipula (Schummelia) oldhamana
Tipula (Schummelia) oldhamana is een tweevleugelige uit de familie langpootmuggen (Tipulidae). De soort komt voor in het Oriëntaals gebied.